# Anna (Schiff, 1930)
Die Anna (ehemals Pillnitz) ist eine 1930 gebaute Motorfähre, die in der Stadt Brandenburg an der Havel im Linienverkehr im Einsatz ist. Sie wird von der NORDSTERN Schifffahrtsgesellschaft mbH betrieben.

## Geschichte
Das Fährschiff Anna wurde 1930 in der Schiffswerft Laubegast in Dresden als Motorfähre Pillnitz für die Sächsisch-Böhmische Dampfschiffahrtsgesellschaft gebaut, bei der die Pillnitz die erste reine Motorfähre war. Während der Zeit des Zweiten Weltkriegs wurde sie in der Nähe der Stadt Riesa auf der Elbe bei einem Rüstungsbetrieb eingesetzt. Im Krieg wurde das Schiff beschädigt und sank. Unmittelbar nach Kriegsende hob man das Wrack der Fähre und überholte sie wiederum auf der Schiffswerft Laubegast. Nach Enteignung der Sächsisch-Böhmischen Dampfschiffahrts-Gesellschaft kam die Pillnitz zum Land Sachsen und wurde bis 1949 im Schifffahrts- und Umschlagbetrieb des Landes eingesetzt. 1950 kam das Fährschiff als Pillnitz I zu den Dresdner Verkehrsbetrieben. Nach der politischen Wende übernahmen die Treuhandanstalt und in der Folge die aus dem Volkseigenen Betrieb (VEB) hervorgegangene Dresdner Verkehrsbetriebe AG die Pillnitz I. Sie wurde auf verschiedenen Fährverbindungen der Dresdner Verkehrsbetriebe über die Elbe eingesetzt.
Im Oktober 2012 wurde das Fährschiff an die in Brandenburg an der Havel angesiedelte Nordstern Reederei verkauft. In Brandenburg wurde das Schiff in Anna umgetauft.

## Fährbetrieb

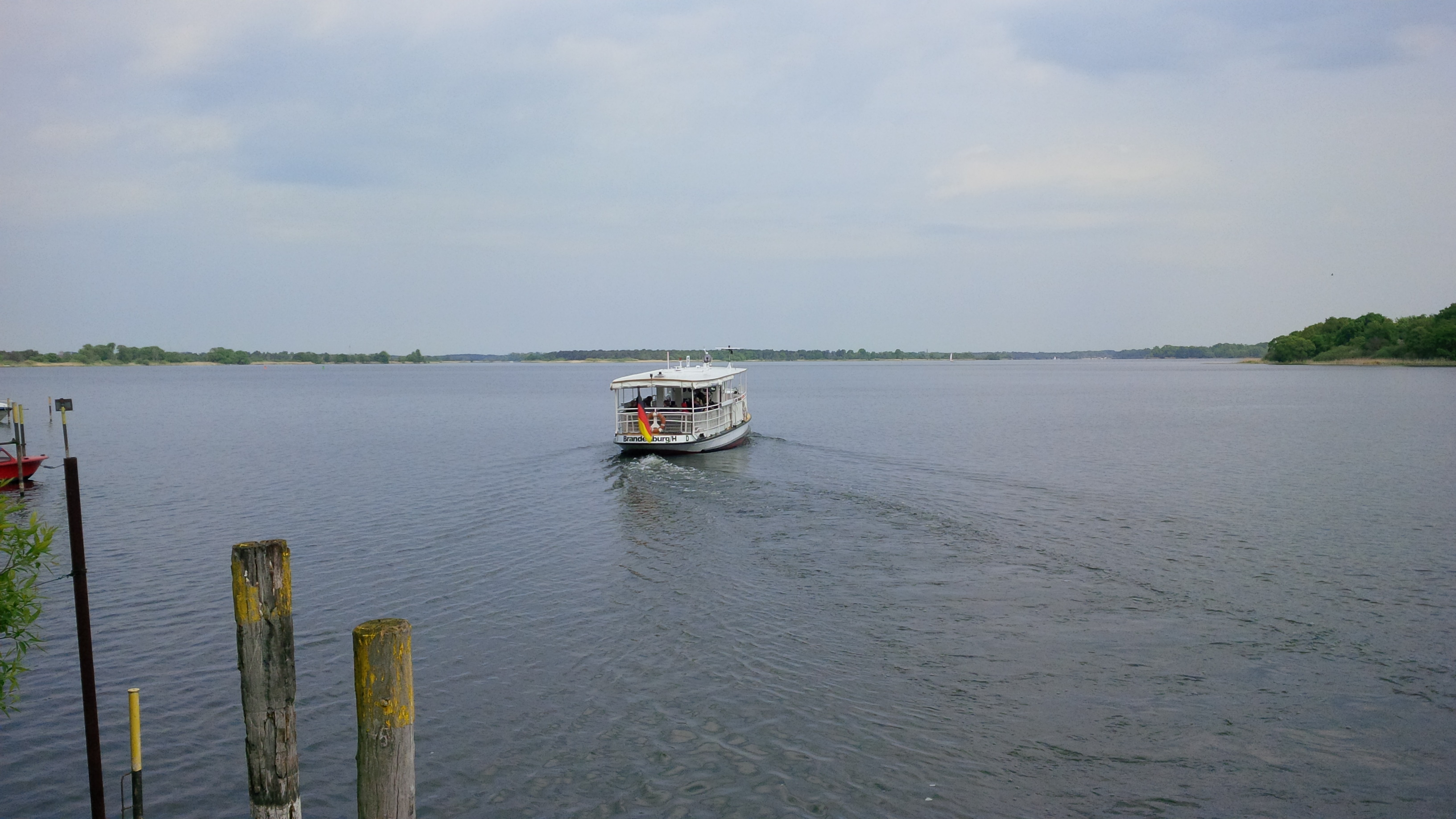
Die Anna auf dem Breitlingsee kurz nach Ablegen von der Station Malge

Im Jahr 2013 wurde das Fährschiff Anna erstmals im Linienbetrieb zwischen den Stationen Salzhof im Zentrum der Stadt und den Ausflugszielen Buhnenhaus und Malge auf der Havel und dem Breitlingsee eingesetzt. Die Strecke hat eine Länge von etwa 8,5 Kilometer. In der Saison 2014 wurde statt der Anna das Fährschiff Frieda auf der Verbindung eingesetzt. Seit April 2015 ist wieder die Anna im Regelbetrieb im Einsatz. Sie verkehrt zwischen April und Oktober an Wochentagen dreimal, an Wochenend- und Feiertagen mindestens viermal täglich je Fahrrichtung. Eine Fahrt kostet je angefahrener Station im Normalpreis 3 Euro, für Kinder zwischen 6 und 13 Jahren 1,50 Euro und für Fahrräder und Hunde 2 Euro. Zwischen den Stationen Salzhof und Buhnenhaus dauert die Fahrt 45 Minuten, zwischen Buhnenhaus und Malge 30 Minuten.

## Technische Daten
Die 1930 gebaute Anna hat eine Länge von 15,90 Metern, eine Breite von 4,02 Metern und einen Tiefgang von 0,92 Metern. 1930 war sie für 90, 1980 für 102 Fahrgäste zugelassen. 1998 reduzierte man die Zulassung auf 40 Personen. Im Laufe der Jahrzehnte wurde mehrfach der Motor des Schiffes ausgetauscht. So war der erste Motor ein 35 PS leistender Dieselmotor der Hille-Werke. Dieser wurde 1950 gegen einen 40-PS- und 1971 gegen einen 50-PS-Motor aus dem Dieselmotorenwerk Schönebeck getauscht. 2013 bekam die Anna einen 121 PS starken Volvo-Dieselmotor.